# Blakea lindeniana
Blakea lindeniana är en tvåhjärtbladig växtart som först beskrevs av Charles Victor Naudin, och fick sitt nu gällande namn av José Jéronimo Triana. Blakea lindeniana ingår i släktet Blakea och familjen Melastomataceae. Inga underarter finns listade i Catalogue of Life.